# Landquart–Davos Platz-vasútvonal
A Landquart–Davos Platz-vasútvonal, más néven Prättigau-vonal (németül: Prättigauerlinie) a Prättigau régió után, a svájci RhB vasúttársaság egyik vasútvonala, mely Landquartot köti össze Davos fürdővárossal. Davosnál a vasútvonal csatlakozik a Davos Platz–Filisur-vasútvonalhoz, melyen tovább lehet utazni Filisur felé. Landquartnál a vonal folytatása a Landquart–Thusis-vasútvonal Thusis felé.
A 49,9 km hosszúságú, 1000 mm-es nyomtávolságú vasútvonal 1889-ben nyílt meg. Később 11 kV 16,7 Hz váltakozó árammal villamosították.

## Története
1888-ban a holland Willem-Jan Holsboer (1834-1898), egy davosi szálloda tulajdonosa javasolta egy vasútvonal létesítését Landquart és Davos között, mivel úgy képzelte, hogy a vasút több látogatót hozna a híres magas völgybe , mint a lovaskocsik. Megalapította a Lanquart-Davos AG-t, hogy megkezdje a normál nyomtávolságú vonal építését, de rájött, hogy a szűkös körülmények miatt a hegyvidéki terepen túlságosan költséges lenne az építés. Ezért 1888. június 29-én ünnepélyes alapkőletételre került sor a Landquart-Davos Smalspurbahn nevű méteres nyomtávú vasútvonal számára. A vonalat 1889-ben nyitották meg Klosters településig; a Davosig tartó teljes vonalat 1890. július 21-én adták át.
Az 50 km hosszú vonal általában a Landquart folyó völgyét követi Landquart állomástól az 1191 m magasan fekvő Klosters Platz állomásig, majd két patkó alakú kanyarral, íves alagutakon keresztül emelkedik fel az 1625 m magasan fekvő Davos Wolfgangig, mielőtt leereszkedik az 1540 m magasan fekvő Davos Platzig, a magas völgybe.
1895-ben Holsboer a vállalat nevét Landquart-Davos Smalspurbahnról, Rhaeti Vasútra (németül: Rhätische Bahn, RhB) változtatta, hogy tükrözze a hálózat bővítésére vonatkozó terveit.

## Az útvonal leírása

A vonal kelet-délkeleti irányban halad Landquarttól Davosig

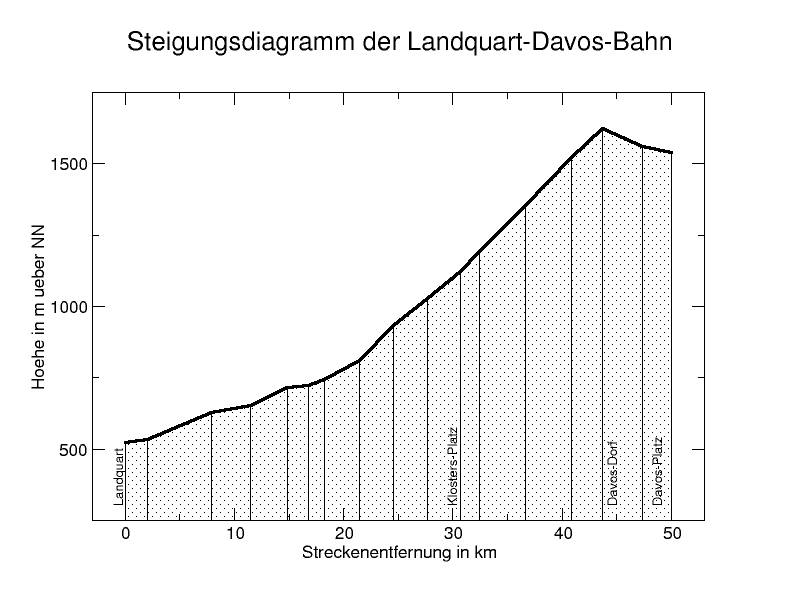
Az útvonal lejtésdiagramja

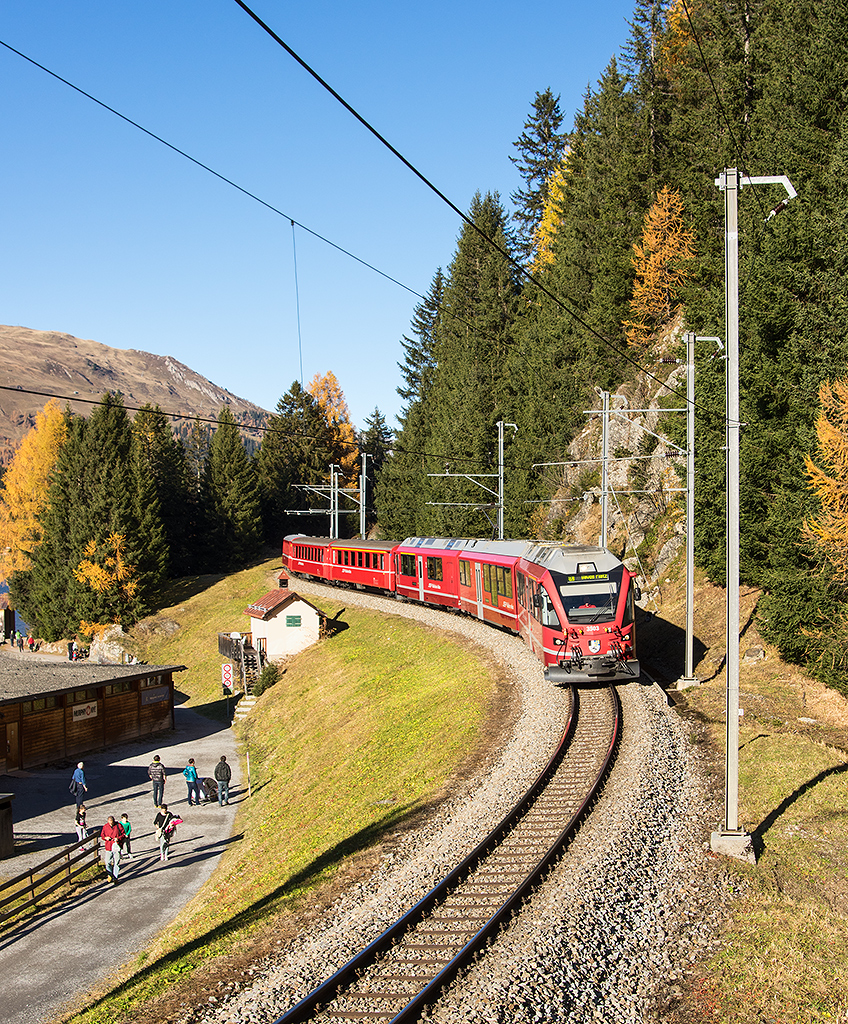
Allegra ABe 8-12 motorvonat Davos Wolfgang és Davos Dorf között

Landquart állomás egy fontos vasúti csomópont, ahol a Zürichből vagy St. Gallenből Prättigau, Davos vagy az alsó Engadinba vezető Vereina-alagút felé utazók a Svájci Szövetségi Vasutak normál nyomtávú Chur-Rorschach vasútjáról át tudnak szállni az RhB méteres nyomtávú vonataira. Az RhB átmenő vonatai Churból a Landquart–Thusis-vasútvonalon keresztül Klostersbe és Davosba vagy Scuol-Taraspba is közlekednek.
A Landquart állomáson jelenleg hat peron van használatban. A 2., a 3. és a 4. peronokat az SBB, az 5., a 6. és a 8. peronokat pedig az RhB szolgálja ki. Az 1-es és 7-es peronokat általában nem használják.
Landquart állomás elhagyása után a vasútvonal kezdetben észak felé halad, keresztezi Landquartot, majd kelet felé fordul. Az első 15-20 kilométer nagyon jól kiépített és 90 km/h sebességig engedélyezett. A vonal elhagyja a Landquart partját, hogy Malans állomásig haladjon, de aztán visszatér hozzá, és a folyót követi felfelé egészen Klosters Platzig. A Malans melletti vonalat eredetileg a Landquart mellett tervezték, de mivel Malans lakossága a vasúthálózathoz való csatlakozást kívánta, biztosította a vonalhoz szükséges területet, és így a kis kerülőt Malanson keresztül tette meg.
Malans és Seewis-Pardisla vasútállomás között Seewis im Prättigau-ban (593 m tengerszint feletti magasságban) a vonal 1963 óta a 984 m hosszú Chlus-alagúton keresztül halad, amely egy keskeny szakadékot, a Chlus-t kerüli meg. Párhuzamosan a 28-as országos útnak is van egy közúti alagútja.
Grüsch után a vonal kétvágányú szakaszon haladva éri el a háromvágányos Schiers állomást. Az állomás utáni, a Fuchsenwinkel-alagútig tartó szakaszt 2008-ban szintén kétvágányúvá fejlesztették. A vonal Schiers településen két hídon halad át a Schraubachon és a Landquarton, majd a vonal a Landquart déli oldalán halad.
A vonal egy további 786 m hosszú alagúton halad át a Fuchsenwinkel keresztező állomás előtt, amely az alagút keleti portáljánál kezdődik, és egy 460 m hosszú mellékvágányból áll. A vonal a következő nagyobb állomás, Küblis előtt ismét keresztezi a Landquartot.
A Küblis és Klosters közötti szakasz a vonal második legmeredekebb szakasza a maga 4,4%-os meredekségével. Serneus után a vonal közvetlenül a díjnyertes Sunniberg-hídtól északra halad el, amely a Landquart völgyét átszelő, a Gotschna-alagútba való belépés előtt a Klosters elkerülő út központi eleme. Emellett a Davosba vezető vonal cikcakkos szakasza, amely a Klosters Platz után patkó alakú kanyart tesz, a hegyen felfelé látható. Klosters Dorf érintése után a vonal eléri Klosters Platz (2011-ig csak Klosters) állomást Klosters Platz külvárosában.
Klosters Platz, Klosters főpályaudvara három fedett peronból áll: az 1-es, 2-es és 3-as peronból. Egy másik átmenő vágány a teherforgalmat szolgálja ki. Az állomás mögött, annak déli részén fekszik a szokatlanul masszív "IV" Landquart-híd egy 45°-os ívben. Ez a negyedik és egyben utolsó Landquart átkelő ezen a vonalon. A kedvezőtlen helyi adottságok miatt a híd fagerendás hídként épült félfás nyílásokkal. Az építéséért felelős Rigendinger mérnöki cég Rigendinger építésvezetője után Maag-hídnak is nevezik. A kétvágányú Maag-híd átkel a Landquarton, és két alagúthoz vezet:
- A Zugwald-alagút a bal (keleti) oldalon található, és az 1999-ben megnyitott Vereina-alagúthoz csatlakozik. Ez képezi az egyidejűleg megnyitott vonal központi elemét, amely összeköti az északi Grisonst az Alsó-Engadinnal.
- A jobb oldali (nyugati oldali) vágány a 402 m hosszú Klosters íves alagúton keresztül folytatja a vonalat Davos felé, amely egy patkó alakú kanyart zár be északnyugat felé.

Itt a meredekség a legmeredekebb 4,5%-ra változik. A Gotschna-alagút feletti emelkedés után a vonal egy újabb patkó alakú fordulatot tesz az ellenkező irányba a 334 m hosszú Cavadürli íves alagúton keresztül, és folytatja az emelkedést délkelet felé. A Cavadürli átkelőállomás, amely kedvelt kiindulópontja a túráknak, már 160 m-rel a Klosters Platz felett van.
A vonal ezután sűrű vörösfenyő- és más tűlevelű erdőkön keresztül emelkedik Davos Laret állomásig. A vonal legmagasabb pontja Davos Wolfgang megállóhelyen van, 1625 m-en. A vonal ezután lefelé halad a magas völgybe és a Davos-tó mentén Davos Dorf állomásig, majd tovább Davos Platzig (1540 m). Ez az állomás a vonal végállomása, ahol a vonal becsatlakozik a Davos Platz-Filisur vasútvonalba.
Egy 2008-ban indított parlamenti kezdeményezés, amely e vonalnak az Arosa vasúttal való összekapcsolására irányult, a grisonsi kormány jelenleg nem tekinti prioritásnak a szűkös pénzügyi források miatt.

## Képgaléria

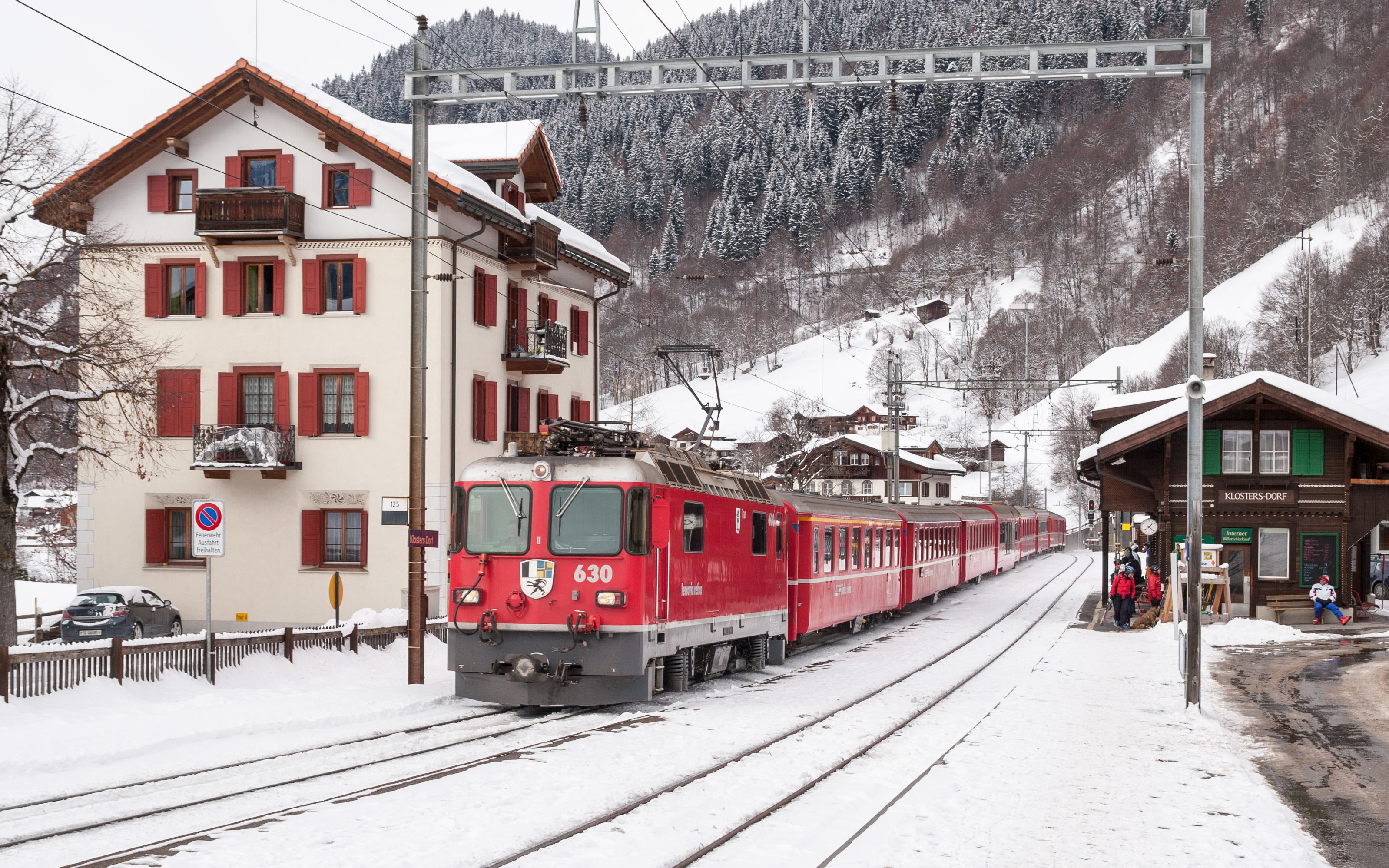
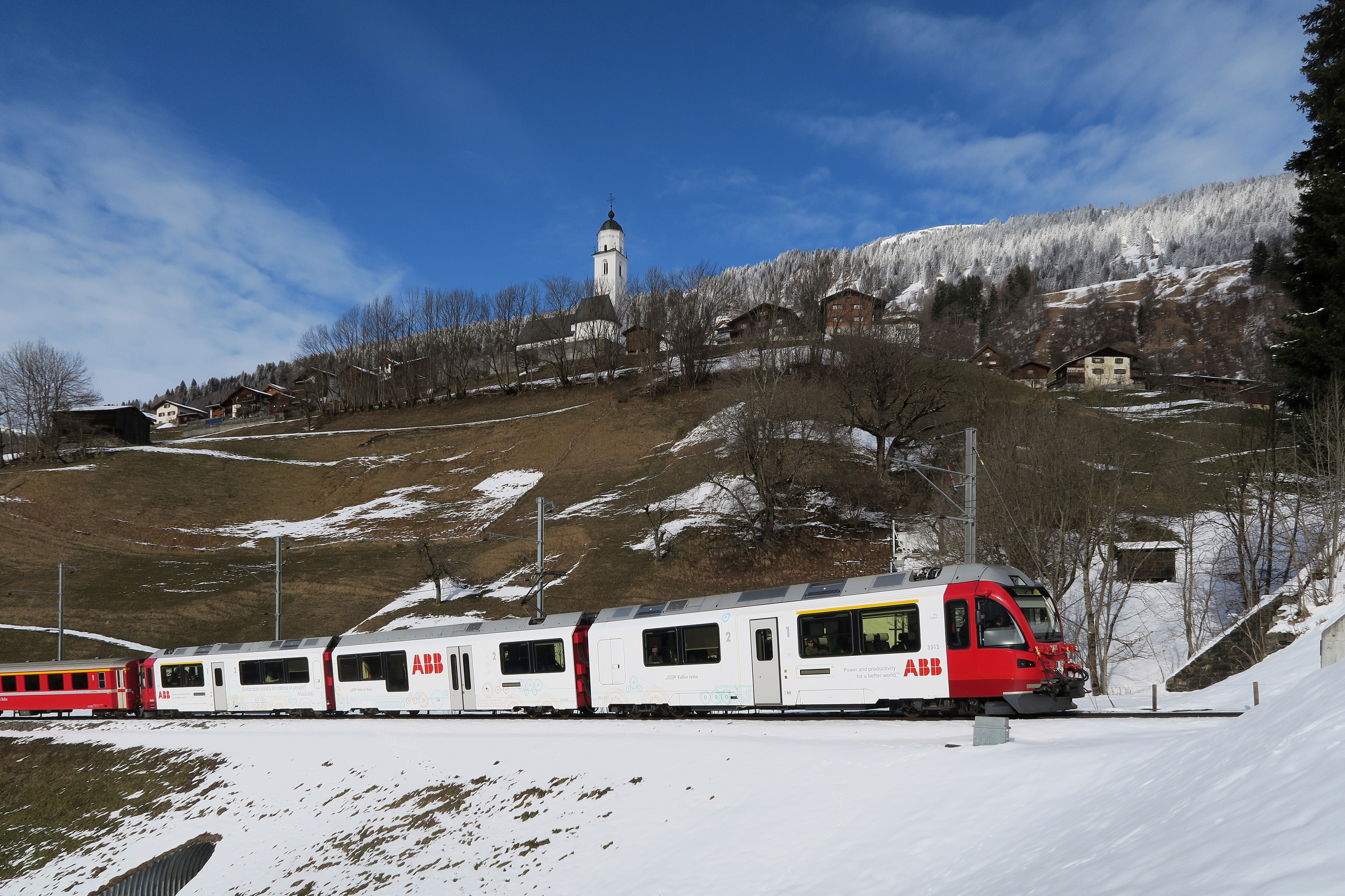
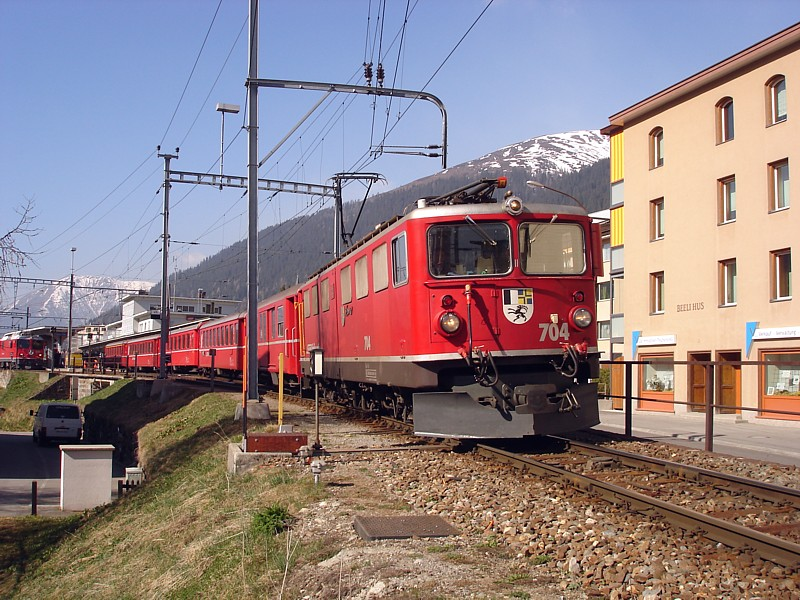